# Architectenschool
Een architectenschool is een departement van een universiteit in Vlaanderen waar men het diploma van architect kan behalen. Een vergelijkbare instelling in Nederland is de Academie van Bouwkunst.

## Geschiedenis
Voor de hervorming van het hoger onderwijs in 1995 bestonden er meerdere zelfstandige architectenscholen. In het hoger-onderwijslandschap namen zij een afzonderlijke plaats in, omdat ze vroeger, meestal samen met een secundaire kunstschool, afhingen van het toenmalige ministerie van Cultuur, en niet van het ministerie van Onderwijs. In 1995 werden deze instellingen onderdeel van een grote hogeschool. Bij de invoering van de bachelor-masterstructuur veranderden ook de opleidingsstructuur en diplomabenamingen.

## Scholen
In Vlaanderen bestaan drie architectenscholen die een 5-jarige opleiding als bachelor (3 jaar) en master (+ 2 jaar) in de architectuur aanbieden: 
- Henry Van de Velde-instituut te Antwerpen, onderdeel van de Universiteit Antwerpen.
- Faculteit Architectuur van de KU Leuven, met campus te Gent en te Schaarbeek bij Brussel.
- Departement Architectuur van de Universiteit Hasselt te Diepenbeek.

In deze drie scholen bestaat eveneens een opleiding tot bachelor en master in de interieurarchitectuur, die in totaal 4 jaar duurt.
Naast deze scholen bestaat er nog een opleiding tot burgerlijk ingenieur-architect aan de universiteiten van Brussel, Gent en Leuven. Deze legt meer de nadruk op de technische en wetenschappelijke aspecten van het beroep dan op de artistieke.
Landschapsarchitect of tuinarchitect is een professionele bacheloropleiding, los van de architectuuropleiding. Men kan deze volgen aan de Erasmushogeschool in Jette bij Brussel of aan het KASK in Gent.

## Toelating en opleidingsstructuur
Wie in het bezit is van een diploma secundair onderwijs (of gelijkwaardig) kan zich inschrijven in een architectenschool.
In de aanvangsjaren van de bacheloropleiding ligt het accent op de (theoretische) studie van de basiscompetenties: wiskunde, fysica, sterkteleer, tekenwerk, kunstinitiatie, architectuurgeschiedenis, vorm- en kleurstudie, (bouw)wetgeving. In de hogere jaren neemt het aandeel ontwerpen en zelfstandig werk toe om in het laatste jaar af te studeren met een (omvangrijk) eindwerk, de "masterproef". Na de studie doorloopt de student nog een twee jaar durende stage bij een erkend architect, alvorens hij zelf de titel van architect mag voeren.